# 徐謙 (成化進士)
徐謙（1437年—1502年），字伯亨，羽林前衛官籍河南開封府陳州太康縣人。明朝政治人物。進士出身。

## 生平
生正統丁巳五月十六日。成化四年戊子科順天府鄉試第七十名。成化五年（1469年）乙丑科會試第七十二名，殿試登進士第三甲第一百二十名，改庶吉士。成化七年，授山東道監察御史。十一年巡视光禄寺，又巡盐长芦，巡京通仓储，十五年升山西按察司副使，二十三年謝病歸。弘治十五年壬戌五月二十九日卒，年六十六。

## 家族
曾祖徐普義。祖父徐彥方。父亲徐文祥。元配潘氏，继娶齊氏、陳氏、孫氏。子二：徐璧、徐琰。